# Tuin van Bezinning

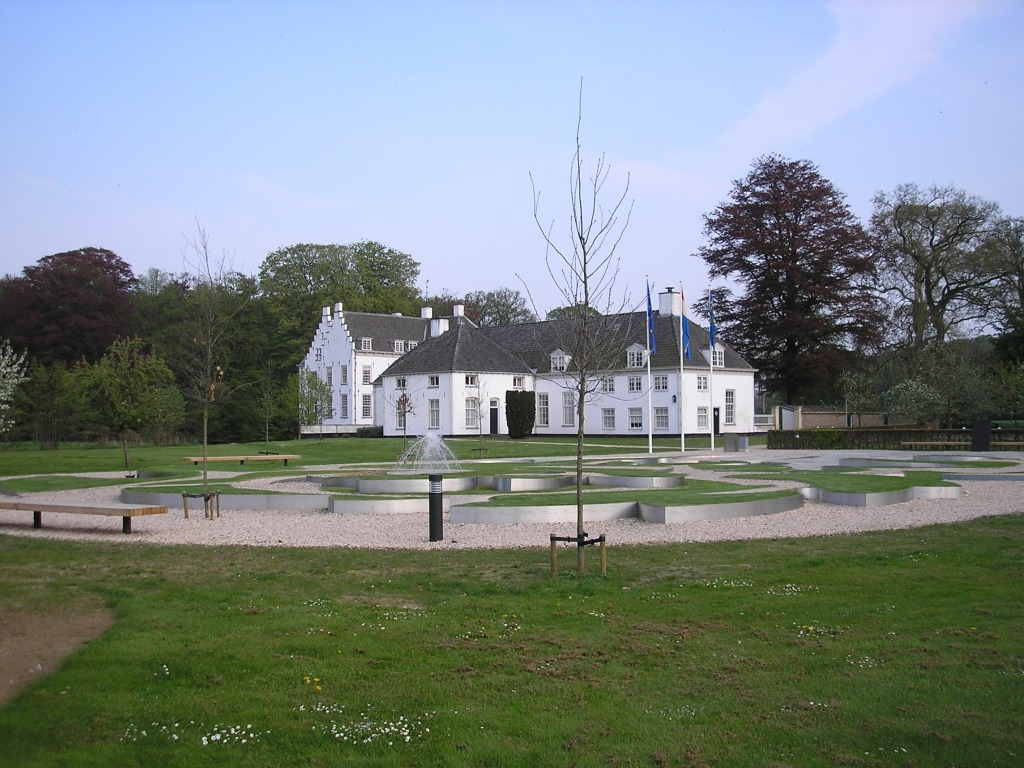
Ligging achter Huis 't Velde

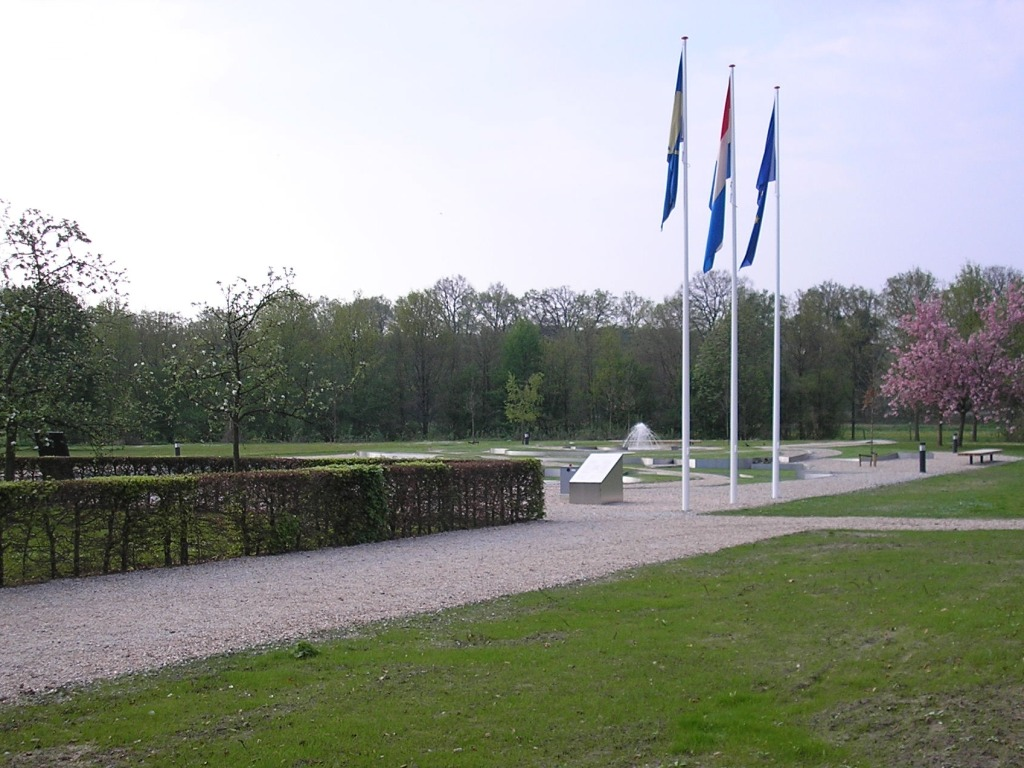
Entree vanaf koetshuis

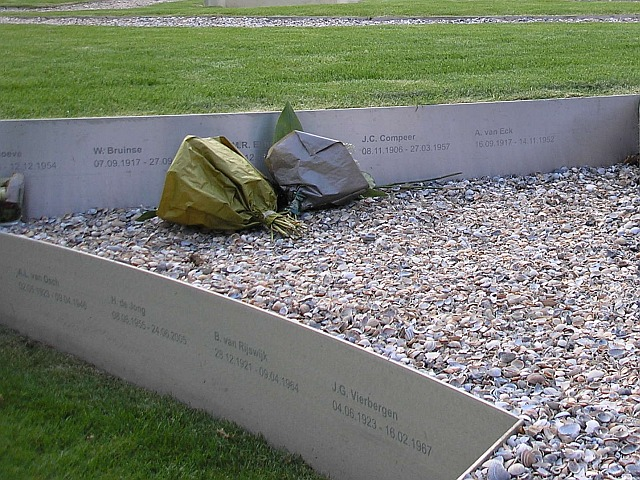
Namen geëerden

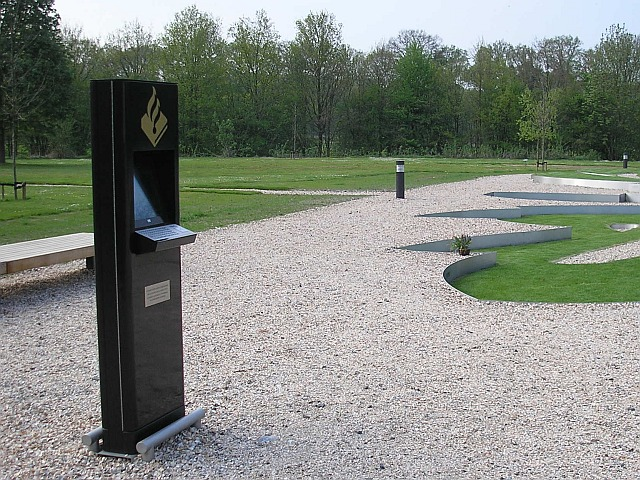
Digitaal herdenkingsboek

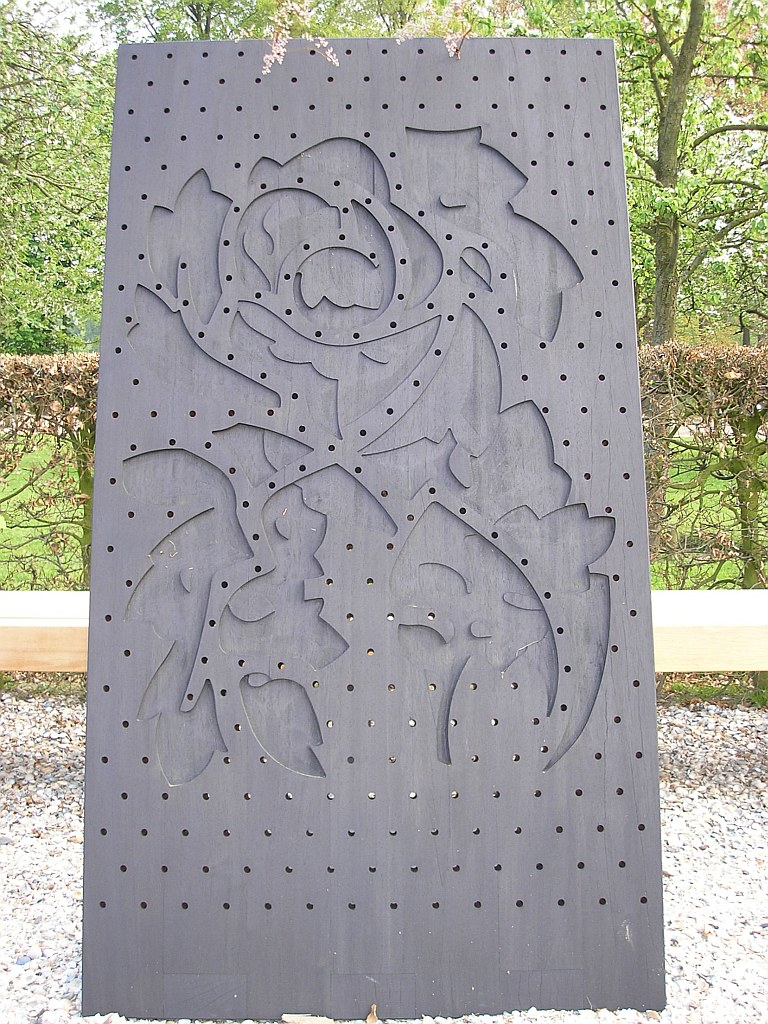
Acanthusmotief op bloemenbord

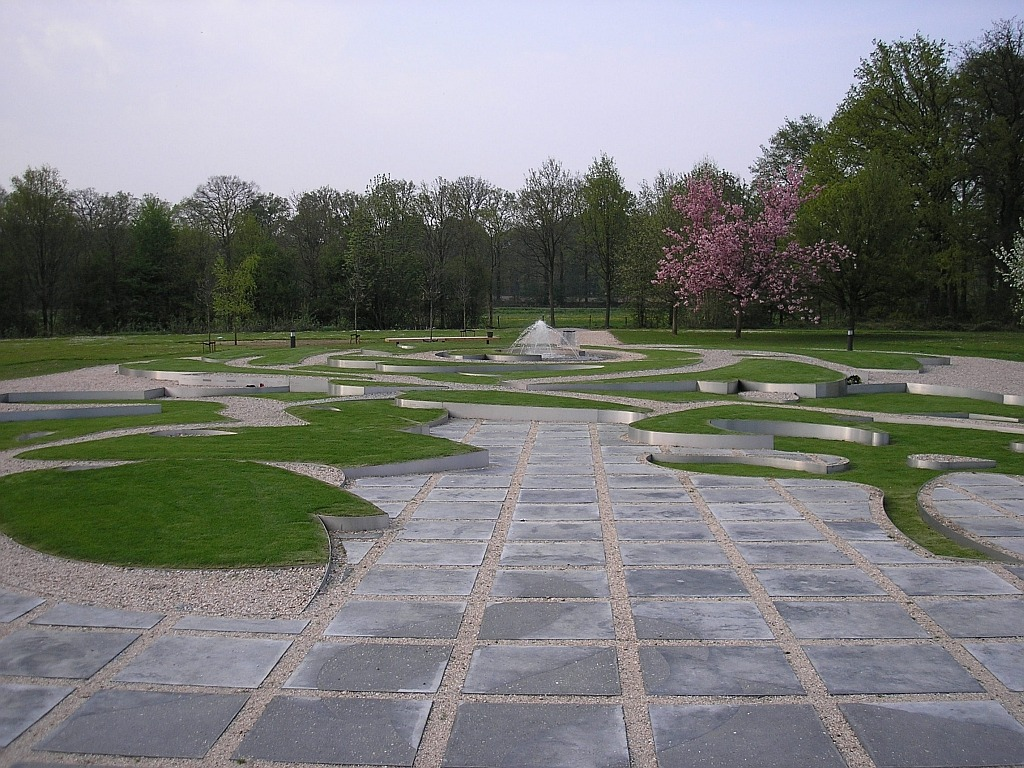
Acanthusmotief in tuin

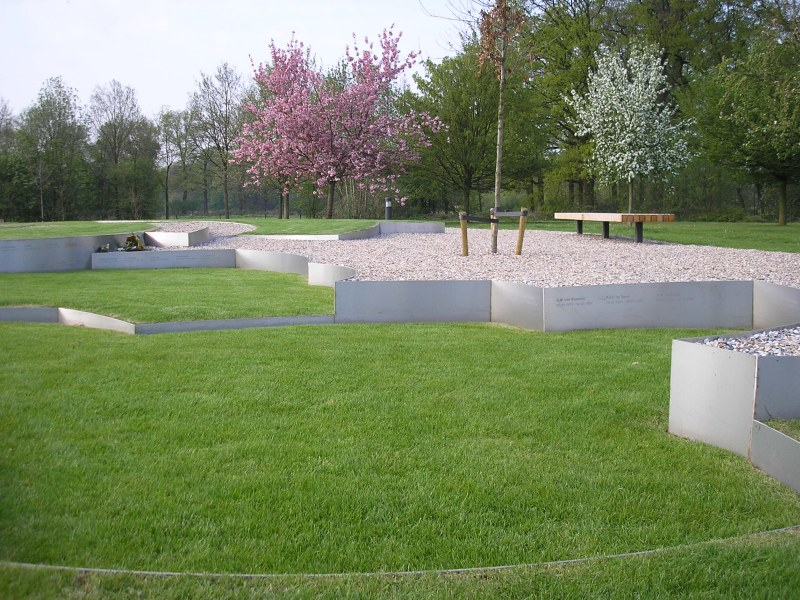
Detail vormgeving

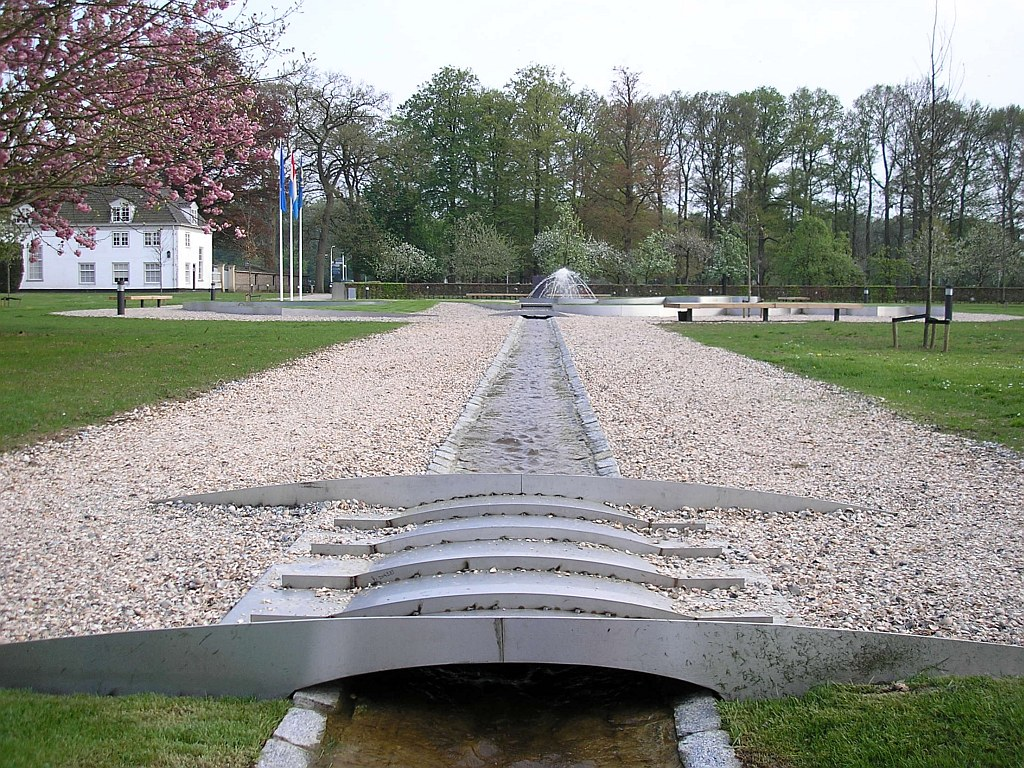
Het water van de fontein stroomt de wereld in

De Tuin van Bezinning is een nationaal monument voor 'in het harnas' overleden Nederlandse politiemensen. De tuin is aangelegd achter het koetshuis bij de vestiging van de politieacademie in Huis 't Velde te Warnsveld. Op deze plek zijn de namen te vinden van politiemensen die tijdens het uitoefenen van hun dienst overleden zijn. Het monument "biedt ruimte voor reflectie en nadenken over de fundamentele waarden van het politiewerk" en bestaat in zijn geheel uit het tuingedeelte, een zuil met een digitaal herdenkingsboek en een website.

## Eerbetoon
De Tuin van Bezinning is een monument van en voor de Nederlandse politie en is bedoeld als een plaats voor rust, bezinning en reflectie en als nationale plek voor herdenking en eerbetoon aan hen die tijdens de uitoefening van hun dienst bij Politie Nederland zijn omgekomen. Het gebruik van de tuin is als nationale voorziening hierop afgestemd, zodat diverse doelgroepen, zowel binnen als buiten de Nederlandse politie, er terechtkunnen.
Het is een monument voor executieve, niet-executieve en vrijwillige politiemensen die na 1 januari 1946 tijdens de uitvoering van de dienst door een ongeluk of door geweld om het leven zijn gekomen. De datum van 1 januari 1946 heeft te maken met het ontstaan van de Rijkspolitie in november 1945 en het feit dat er voor omgekomenen in de Tweede Wereldoorlog eigen monumenten zijn.
De namen van de omgekomen politiemedewerkers worden, met sterf- en geboortedatum, gegraveerd op opstaande roestvaststalen banden langs de paden in de tuin, waar ruimte is voor een totaal van 500 namen. Bij de opening waren er 141 namen van overleden politiemensen aangebracht. Bovendien staat er een videozuil opgesteld met daarin een digitaal herdenkingsboek, waarin ook foto's zijn opgenomen en wat beknopte informatie over de overledenen te vinden is.
** Zij die wij hebben verloren zijn niet meer waar zij waren maar zijn overal waar wij zijn **

## Initiatief
Het initiatief voor het monument kwam van commissaris drs. Anita Hazenberg, directeur van de School voor Politieleiderschap (SPL) in Huis 't Velde, nadat zij op vakantie in Schotland bij een nationaal monument aldaar zich realiseerde dat er in Nederland weliswaar lokale herdenkingsplekken zijn, maar geen nationaal monument.
Het zoeken naar de namen van het politiepersoneel en hun nabestaanden is een enorme zoekklus geweest, waarvoor veel oude archieven moesten worden doorgespit en navraag werd gedaan bij gepensioneerden en nabestaanden.
Het herdenkingsmonument is mede mogelijk gemaakt door bijdragen van de Stichting Politiefonds Minister Ien Dales. Tijdens de opening werden de zitbanken in de tuin aangeboden door Johan Remkes, minister van Binnenlandse Zaken en Koninkrijksrelaties.

## Opening
Het monument werd op de eerste lentedag, dinsdag 21 maart 2006 in gebruik genomen door professor mr. Pieter van Vollenhoven en de heer Hovens (namens de nabestaanden). Er werden toespraken gehouden door Johan Remkes (minister van MinBZK), Job Cohen (burgemeester van de gemeente Amsterdam en voorzitter van het Korpsbeheerdersberaad Amsterdam), Bob Visser MPA (voorzitter van de Raad van Hoofdcommissarissen) en Sabine Hinrichs (studente aan de Politieacademie).
In de redevoeringen werd aandacht gevraagd voor de toenemende verruwing en agressiviteit in de maatschappij en tegen politiepersoneel in het bijzonder.
Op 10 juni 2015 was Koning Willem Alexander op bezoek bij het jaarlijkse eerbetoon.

## Ontwerp
De tuin is ontworpen door bureau Poelmans Reesink Landschapsarchitectuur op basis van het motief van een Acanthusblad dat in de achttiende eeuw ook veel gebruikt is door Daniel Marot, een van de bouwmeesters van Huis 't Velde, en onder andere ook in de haardschouwen van het gebouw terug te vinden is. De aanleg is verzorgd door de Koninklijke Ginkel Groep.
De nerven vormen de wandelpaden met daartussen circa 30 cm verhoogde grasvlakken waardoor een labyrintisch patroon ontstaat. De wanden langs de verhogingen worden gevormd door de opstaande roestvrijstalen banden waarop de namen van de geëerde politiemensen staan gegraveerd.

## TuinderBezinning
In de mediaberichtgeving rondom de opening en op diverse websites die rechtstreeks met de tuin, het politiewezen of de overheid te maken hebben is ook de benaming "Tuin der Bezinning" gebruikt, maar op de officiële website is het eenduidig van. De naam "Tuin der Bezinning" wordt in Nederland ook voor andere tuinen gebruikt, zoals voor een tuin op het terrein van de Floriade 2002.